# El Cuy (historieta)
El Cuy es una serie de historietas peruana creada por el dibujante peruano Juan Acevedo en mayo de 1977.

## Características

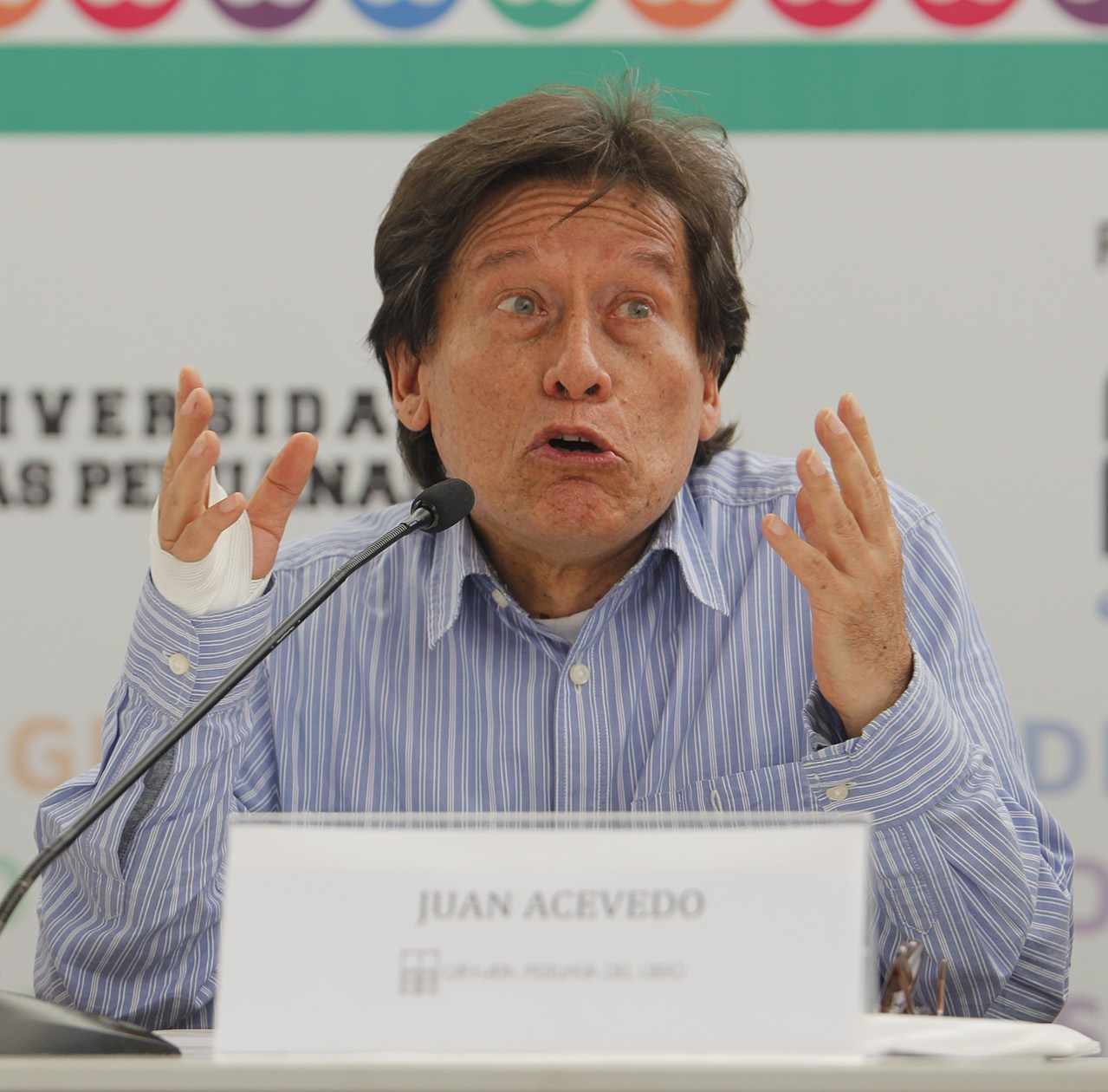
Juan Acevedo en 2015, creador de El Cuy.

El protagonista es un cuy, una especie de roedor andino. La tira se comenzó a publicar en noviembre de 1979 en el periódico La Calle y luego en El Diario de Marka en 1980.
Se ha dicho de su autor que es "abiertamente disruptivo": el Cuy tiene un discurso que invita a cuestionar los valores establecidos y desafía las fórmulas de Disney (por ejemplo, los personajes animales tienen sus genitales completamente expuestos).